# أليك نيومان
أليك نيومان (بالإنجليزية: Alec Newman) (و. 1974  م) هو ممثل مسرحي، وممثل أفلام بريطاني، ولد في غلاسكو، بدأ مشواره المهني سنة 1991.

## وصلات خارجية
- أليك نيومان على موقع IMDb (الإنجليزية)
- أليك نيومان على موقع ألو سيني (الفرنسية)
- أليك نيومان على موقع أول موفي (الإنجليزية)
- أليك نيومان على موقع قاعدة بيانات الأفلام السويدية (السويدية)
- أليك نيومان على موقع قاعدة بيانات الفيلم (الإنجليزية)
- أليك نيومان على موقع كينوبويسك (الروسية)